# Вільгельм Гохбаум
Вільгельм Гохбаум (нім. Wilhelm Hochbaum; 3 серпня 1898, Егельн — 12 червня 1971, Міттенвальд) — німецький офіцер, оберст вермахту. Кавалер Німецького хреста в золоті.

## Біографія
З 6 квітня 1910 по 5 серпня 1914 року навчався у кадетському корпусі. Учасник Першої світової війни, після завершення якої продовжив службу в рейхсвері.
Учасник Польської кампанії і боїв на радянсько-німецькому фронті. 29 листопада 1942 року був важко поранений під Ржевом: вибухом протипіхотної міни вивихнув його щелепу. На той момент він був командиром 33-го танкового полку.
16 лютого 1947 року пройшов денацифікацію, був визнаний «непричетним». В 1950 році вийшов на пенсію.

## Звання
- Кадет (6 квітня 1910)
- Фенріх (3 березня 1917)
- Лейтенант (25 вересня 1917)
- Майор (1 січня 1938)
- Оберст-лейтенант (1 жовтня 1940)
- Оберст (1 квітня 1942)

## Нагороди

### Перша світова війна
- Залізний хрест 2-го класу (25 листопада 1917)
- Хрест «За заслуги у війні» (Саксен-Мейнінген) (8 грудня 1917)
- Залізний хрест 1-го класу (26 серпня 1918)

### Міжвоєнний період
- Сілезький Орел 2-го і 1-го ступеня (2 серпня 1919) — отримав 2 нагороди одночасно.
- Почесна шпага герцога Саксен-Мейнінгенського (27 січня 1920)
- Почесний хрест ветерана війни з мечами (30 січня 1935)
- Медаль «За вислугу років у Вермахті» 4-го, 3-го і 2-го класу (18 років) (2 жовтня 1936) — отримав 3 медалі одночасно.
- Пам'ятна військова медаль (Угорщина) з мечами (20 квітня 1938)

### Друга світова війна
- Застібка до Залізного хреста
  - 2-го класу (23 вересня 1939)
  - 1-го класу (5 жовтня 1939)
- Медаль «У пам'ять 1 жовтня 1938» (18 жовтня 1939)
- Нагрудний знак «За танкову атаку» в сріблі (1939)
- Німецький хрест в золоті (14 лютого 1942) — як командир 2-го дивізіону 35-го танкового полку.
- Медаль «За зимову кампанію на Сході 1941/42» (20 серпня 1942)
- Нагрудний знак «За поранення» в сріблі (кінець 1942)